# Гарагашян, Антон
Антон Мадатия Гарагашян (1818—1903) — армянский философ, историк, арменовед, педагог. Основатель армянской сравнительной историографии.

## Биография
Жил в Константинополе. Член Мхитаристской конгрегации с 1836 г. Служил священником, преодолев идеализм, через деизм вплотную подошёл к материализму и атеизму. Считал Бога выдумкой, явившейся результатом невежества людей, а религию — препятствием в умственном и нравственном развитии («Религия и нравственность», 1880). Разделяя философов на материалистов и идеалистов, он рассматривал историю философии, как поиски научного метода, соответствующего характеру объекта исследования. Главная роль в этих поисках Гарагашян отводил материалистам, называя французских материалистов XVIII века «революционерами мысли» («Краткая история философии», Константинополь, 1868).
Отвергая учение о врождённых идеях, Гарагашян считал мысль результатом воздействия на органы чувств объективно существующих предметов, а разум — сосредоточением развивающегося опыта («Разум и критика», 1886). Фигуры логики он трактовал, как опосредствованное отражение объективных связей («Принципы логики», Константинополь, 1864).
В составленной им четырехтомной «Критической истории Армении согласно новейшим историческим, лингвистическим и филологическим сведениям» (1880—1895) и в работе «Разум и критика» Гарагашян с позиций буржуазного просветительства критиковал феодализм, усматривая решающую силу общественного прогресса в усвоении народом новых идей.
Ему принадлежат также сочинения:
- «Искусство риторики…» (Вена, 1844),
- «Краткая философия…» (Константинополь, 1868),
- «География политическая, экономическая и физическая…» (Константинополь, 1873) и др.
- «О Фавстосе Бузанде», 1896, стр. 200—208. (На арм. языке).